# Сазончик, Сергей Евгеньевич
Сергей Евгеньевич Сазончик (бел. Сяргей Яўгенавіч Сазончык; род. 20 октября 2000, Минск) — белорусский футболист, полузащитник мозырской «Славии».

## Клубная карьера

### «Минск»
Воспитанник футбольного клуба «Минск». Выступал за различные юношеские команды клуба. С 2017 года начал выступать за дубль команды в первенстве дублёров. Во второй половине 2018 года стал привлекаться к тренировкам с основой. В это же время принимал участие в Юношеской лиге УЕФА. Дебютировал в турнире 3 октября в первом матче первого раунда пути национальных чемпионов против венгерского клуба «Иллеш Академия».
С 2019 года стал регулярно попадать в заявку основной команды на матчи чемпионата Беларуси. 21 июля сыграл первый матч в составе «Минска» в Высшей лиге. В гостевом матче против «Витебска» Сазончик появился на поле в стартовом составе и был заменён на 82-й минуте на Леонида Ковеля. В дальнейшем продолжил играть за основную команду. В сезоне 2021 стал чаще выходить на замену.

### БАТЭ
В феврале 2022 года по результатам заседания Комитета по статусу и переходам футболистов стал свободным агентом и подтвердил потерю «Минском» прав на получение компенсации за подготовку футболиста. 23 февраля Сергей стал игроком борисовского БАТЭ. Начал сезон с победы в Суперкубке Беларуси 5 марта 2022 года, однако сам матч просидел на скамейке запасных. Дебютировал за клуб 20 марта 2022 года в матче против мозырьской «Славии». Вместе с борисовским клубом вышел в финал Кубка Беларуси, где борисовский клуб уступил со счётом 1:2 «Гомелю». Свой первый полный матч сыграл 29 июня 2022 года против «Слуцка», отметившись результативной передачей. Вместе с клубом в июле 2022 года отправился на квалификационные матчи Лиги конференций УЕФА. Свой дебютный матч в еврокубковом турнире сыграл 20 июля 2022 года против турецкого «Коньяспора», выйдя на замену на 61 минуте. Cезон провёл как игрок ротации, лишь однажды появившись на поле в стартовом составе, отличился результативной передачей. В феврале 2023 года покинул клуб, расторгнув контракт по соглашению сторон.

### «Славия-Мозырь»
В феврале 2023 года футболист перешёл в мозырскую «Славию». Дебютировал за клуб в матче Кубка Беларуси 5 марта 2023 года против «Слуцка». По итогу ответного кубкового матча 12 марта 2023 года вышел в полуфинал Кубка Беларуси, по сумме матчей победив слуцкий клуб. Первый матч в чемпионате сыграл 17 марта 2023 года против «Минска». По итогу полуфинальных матчей Кубка Беларуси проиграл жодинскому «Торпедо-БелАЗ» и выбыл из розыгрыша турнира. Дебютный гол за клуб забил 13 августа 2023 года в матче против минского «Динамо». В ноябре 2023 года футболист продлил контракт с мозырским клубом. На протяжении сезона футболист был одним из основных игроков клуба, отличившись забитым голом и 3 результативными передачами во всех турнирах. По итогу сезона футболист вместе с клубом завершил чемпионат на итоговом седьмом месте.

## Международная карьера
В 2021 году был вызван в молодёжную сборную Беларуси для игр в товарищеских матчах.

## Статистика выступлений

### Клубная статистика
| Выступление      | Выступление      | Выступление      | Лига | Лига | Кубки | Кубки | Конт. кубки | Конт. кубки | Итого | Итого |
| Клуб             | Лига             | Сезон            | Игры | Голы | Игры  | Голы  | Игры        | Голы        | Игры  | Голы  |
| ---------------- | ---------------- | ---------------- | ---- | ---- | ----- | ----- | ----------- | ----------- | ----- | ----- |
| Минск            | Высшая лига      | 2019             | 12   | 0    | 2     | 0     | 0           | 0           | 14    | 0     |
| Минск            | Высшая лига      | 2020             | 13   | 0    | 1     | 0     | 0           | 0           | 14    | 0     |
| Минск            | Высшая лига      | 2021             | 17   | 0    | 0     | 0     | 0           | 0           | 17    | 0     |
| Минск            | Итого            | Итого            | 42   | 0    | 3     | 0     | 0           | 0           | 45    | 0     |
| БАТЭ             | Высшая лига      | 2022             | 14   | 0    | 2     | 0     | 1           | 0           | 17    | 0     |
| БАТЭ             | Итого            | Итого            | 14   | 0    | 2     | 0     | 1           | 0           | 17    | 0     |
| Всего за карьеру | Всего за карьеру | Всего за карьеру | 56   | 0    | 2     | 0     | 1           | 0           | 59    | 0     |

## Достижения
БАТЭ
- Обладатель Суперкубка Беларуси: 2022